# División 250 (banda)
División 250 fue un grupo musical de estilo RAC, de ideología neonazi. Fue fundada por Manuel Canduela, entonces militante de la agrupación extremista Juntas Españolas y, posteriormente, fue, durante más de una década, el presidente de Democracia Nacional, cargo que no ocupa desde 2018. Se cree a Juntas Españolas fue responsable de diversos actos de violencia ultraderechista, sin que nunca fuera acusada de ello formalmente, pues fue ilegalizada solo por "asociación ilícita"  a principios de la década de 1990, en la Comunidad Valenciana. En sus conciertos, solía apologizarse el nazismo y el racismo. Toma el nombre del ejército de voluntarios españoles del mismo nombre que combatió junto con la Wehrmacht contra la URSS.

## Historia
La banda se formó en septiembre del año 1991. Pasó por auges y caídas, fue evolucionando en conjunto con las vidas de sus integrantes. 1992 fue una época de auge, tanto para las organizaciones neonazis, como para la banda aunque, en años posteriores, se disolvió, haciendo como una excepción su último concierto en el año 2000, en el Palacio de Congresos de Madrid, para la Plataforma electoral Democracia Nacional.

## Discografía
- Sangre de conquistadores (1994)
- Revuelta (1996)
- Imperivm (1999)
- 10 años (álbum recopilatorio) (2001)